# Typhlodromus confusus
Typhlodromus confusus är en spindeldjursart som beskrevs av Narayanan, Kaur och Ghai 1960. Typhlodromus confusus ingår i släktet Typhlodromus och familjen Phytoseiidae. Inga underarter finns listade i Catalogue of Life.